# Darß

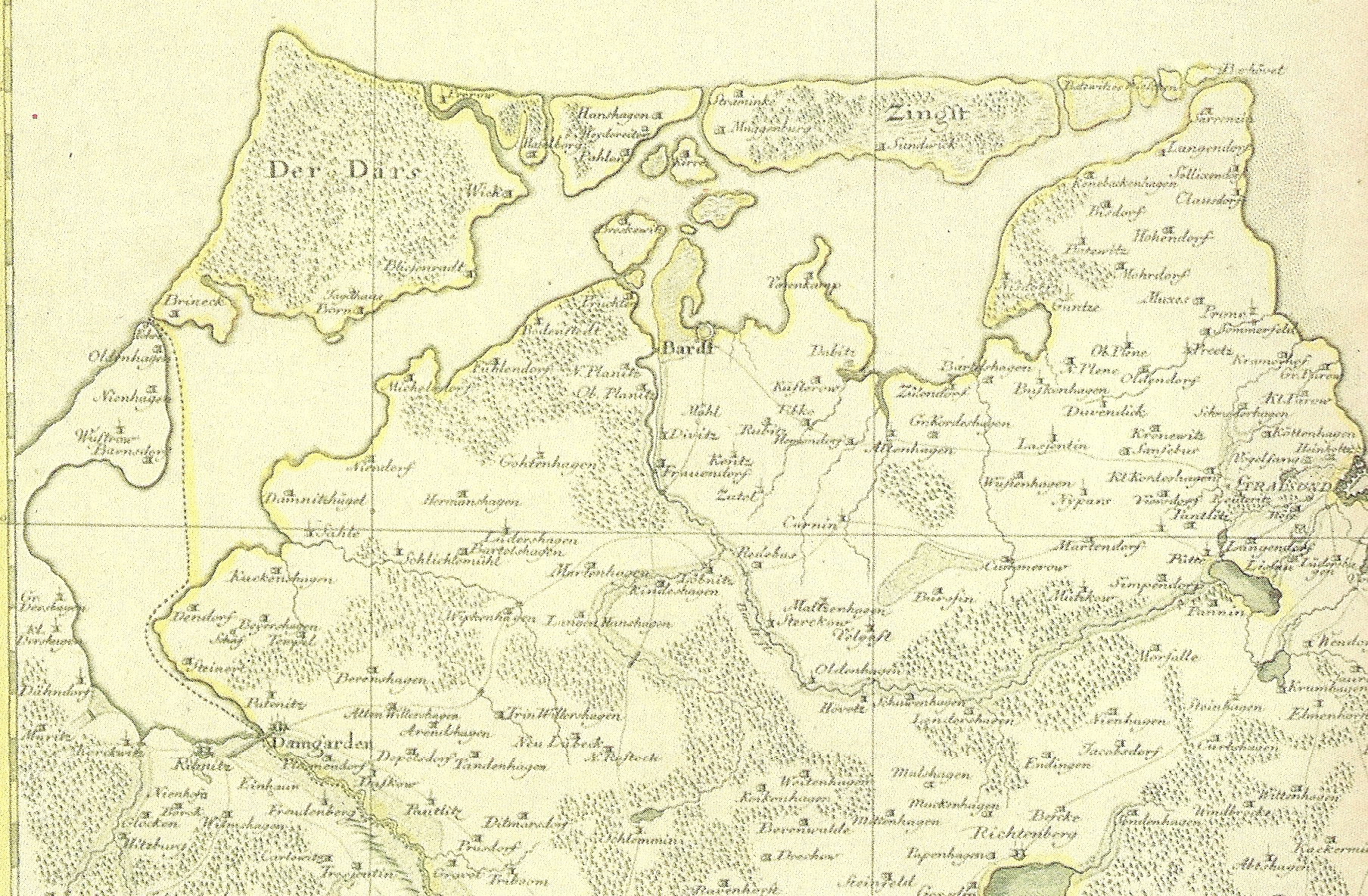
Fischland, Darß und Zingst 1761 mit Darß und Zingst als Inseln

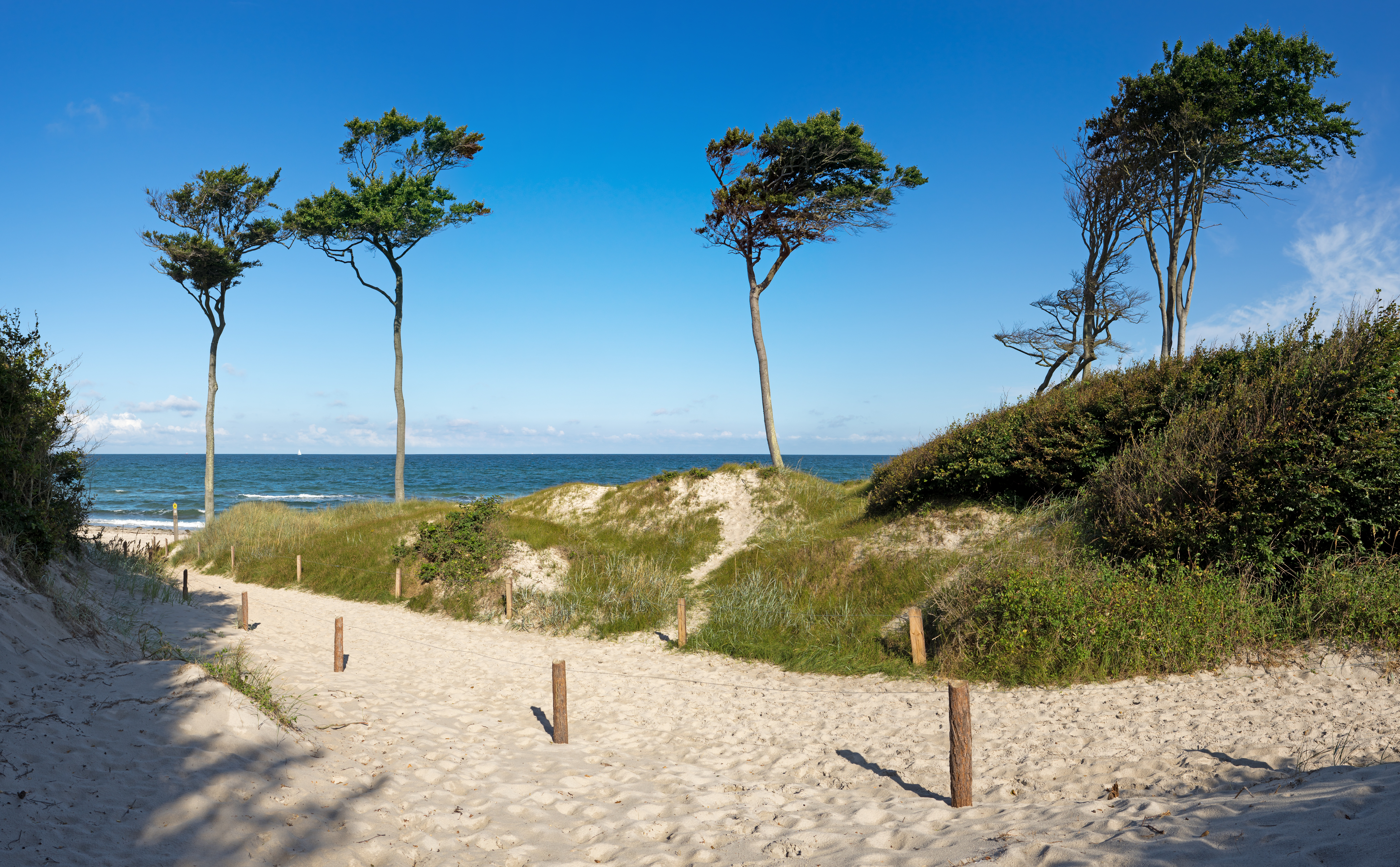
Übergang aus dem Darßwald an den Weststrand

Der Darß ist der mittlere Teil der Halbinsel Fischland-Darß-Zingst, die an der südlichen Ostseeküste bei Ribnitz-Damgarten in Mecklenburg-Vorpommern, Deutschland, liegt.
Der Darß gehört zu Vorpommern, während Fischland historisch dem Landesteil Mecklenburg angehört. Die Grenze verläuft am Grenzweg in Ahrenshoop.

## Namensherkunft
Der Name Darß leitet sich vom altslawischen Wort dračĭ für Dornenstrauch ab und bedeutet also Dornort.

## Geografie

### Geografische Lage und Beschaffenheit

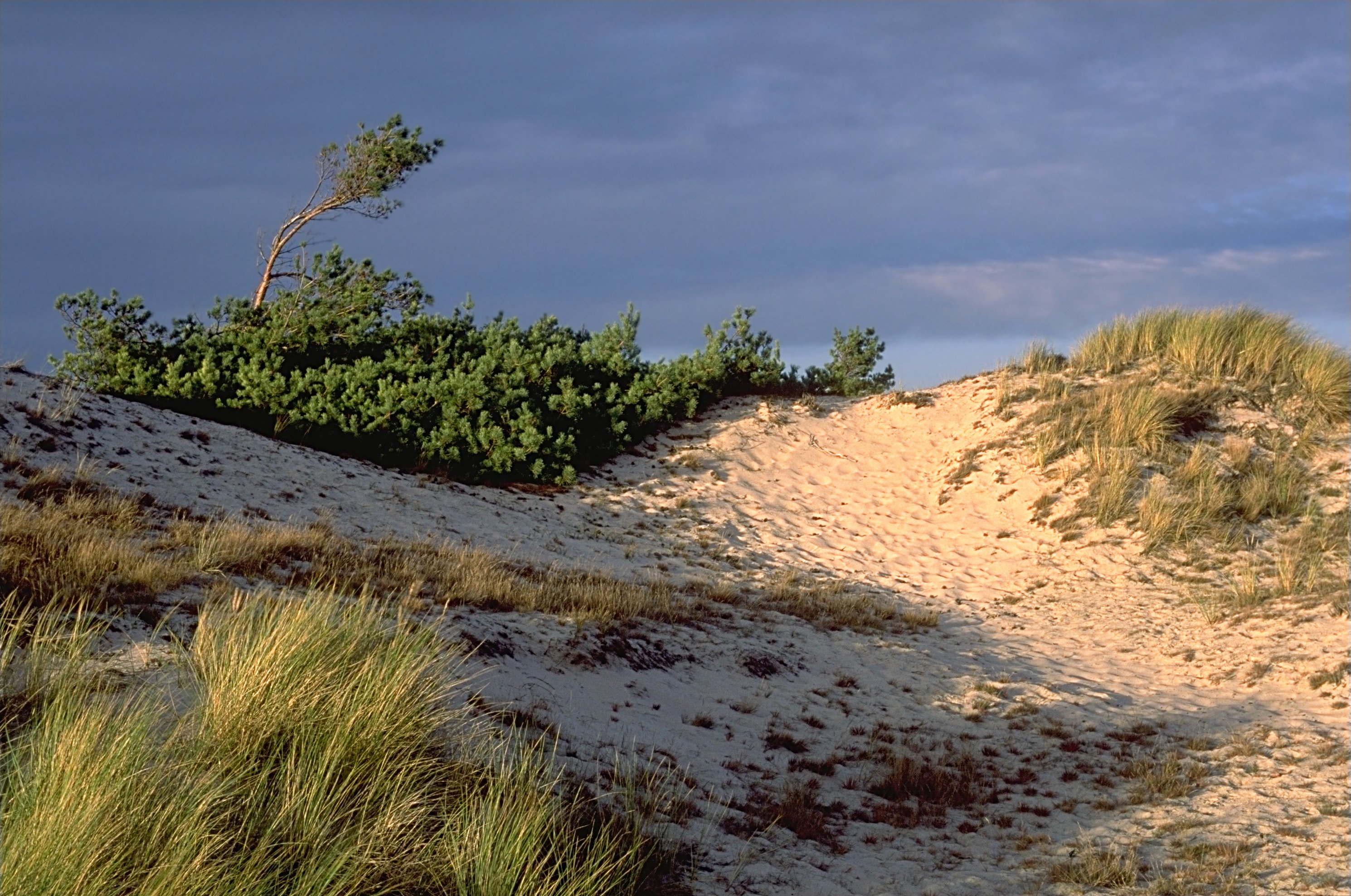
Düne im Naturschutzgebiet Darßer Ort

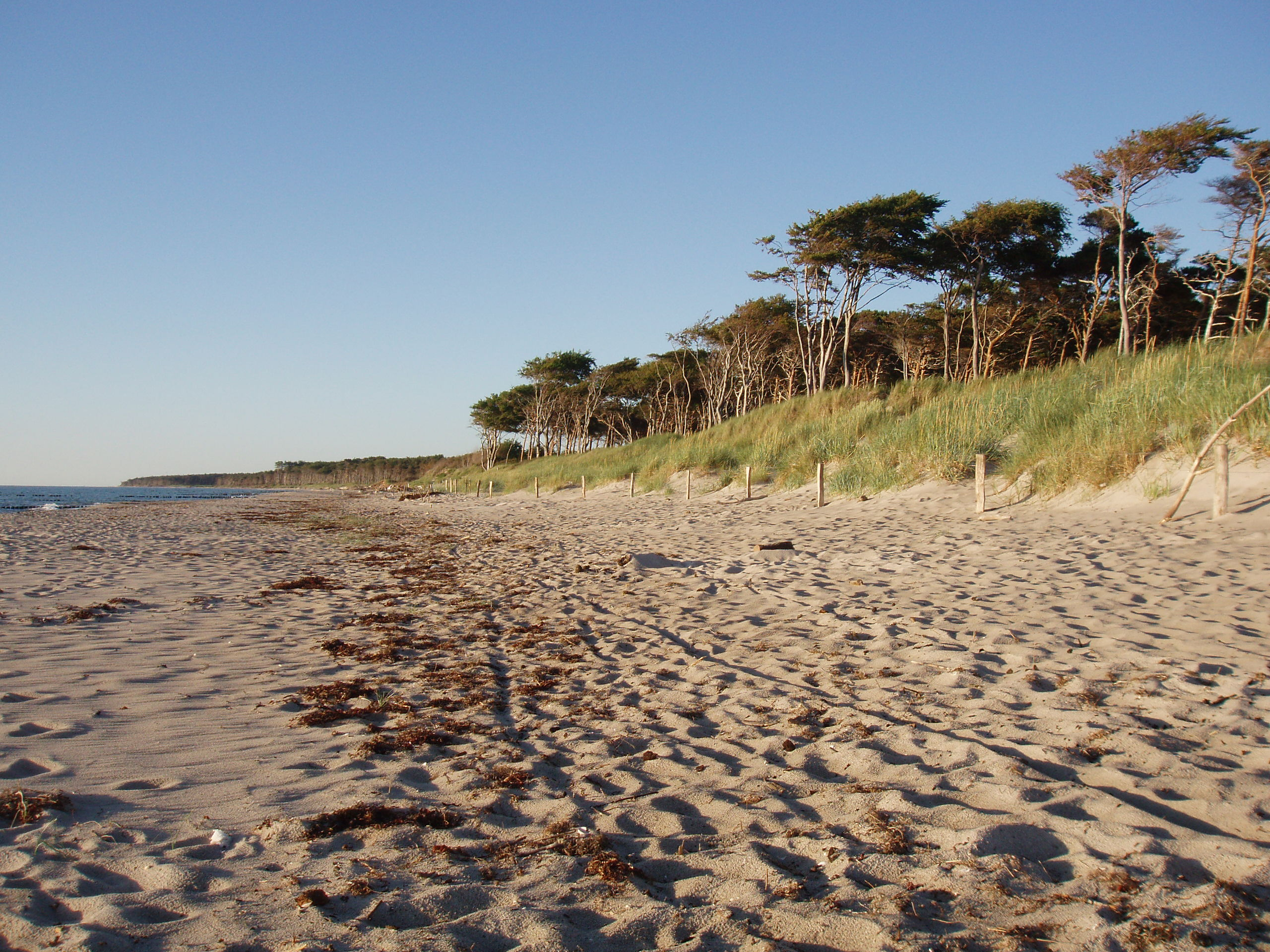
Westküste des Darßes mit den charakteristischen Windflüchtern

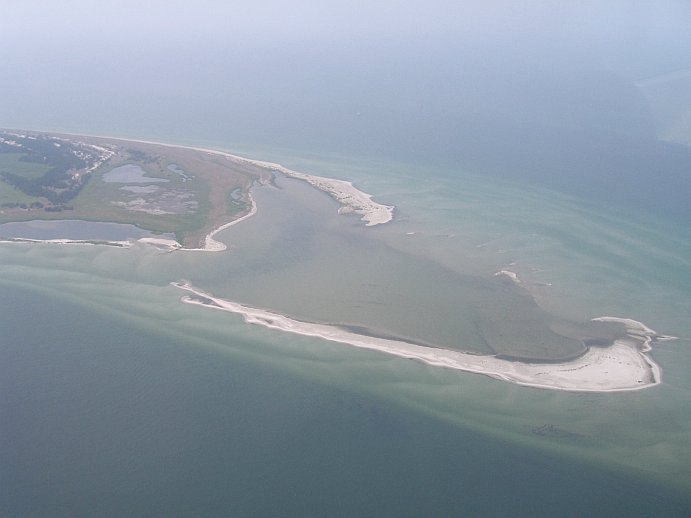
Nördliche Spitze des Darßes aus 600 m Höhe

Küstenveränderung am Darßer Ort 1835–2007

Der Darß schließt sich nordöstlich an das Fischland an und geht seinerseits im Osten in die Halbinsel Zingst über, die Grenze bildet hier der Prerower Strom. Im Norden wird er von der Ostsee und im Süden vom Saaler Bodden und vom Bodstedter Bodden begrenzt, die zur Darß-Zingster Boddenkette gehören. Der Darß hat eine Nord-Süd-Ausdehnung und eine West-Ost-Ausdehnung von jeweils zehn bis zwölf Kilometern und umfasst die Dörfer Born a. Darß, Prerow und Wieck. Der Ortsteil Ahrenshoop der Gemeinde Ahrenshoop gehört zum Vordarß, während die südlicheren Ortsteile Ahrenshoops, Althagen und Niehagen, zum Fischland gehören.
Der größte Teil des Darßes ist von Wald bedeckt, dem 5800 ha großen Darßwald. An der Nordspitze des Darßes, am Darßer Ort, steht der gleichnamige Leuchtturm. Über die geologische Entwicklung sowie die Flora und Fauna des Nationalparks Vorpommersche Boddenlandschaft informiert die Nationalparkausstellung in Wieck a. Darß und das dem Leuchtturm Darßer Ort angegliederte Natureum als Außenstelle des Meeresmuseums Stralsund. Dem Darßer Ort ist eine ausgedehnte Kette von Sandbänken in nordöstlicher Richtung vorgelagert. Der gesamte Bereich um den Darßer Ort sowie der Nordwestteil des Darßwaldes gehören zur Schutzzone I des Nationalparks und dürfen nur auf ausgeschilderten Wegen begangen werden. Auch der Rest des Waldgebietes ist Teil des Nationalparks.

### Geologie
Der Darß war ursprünglich eine Insel, die aus einem eiszeitlichen Inselkern entstand. Er ist eine geologisch sehr junge Landschaft. Der Entstehungsprozess begann mit dem Ende der Weichseleiszeit vor zirka 12.000 Jahren. Diese hinterließ hier eine Jungmoränenlandschaft. Durch das abtauende Inlandeis hob sich das darunter liegende Land, und die Senken wurden mit Wasser gefüllt, der Vorgänger der späteren Ostsee, der Ancylussee, entstand. So blieben nur noch die herausragenden Höhenrücken als Inseln bestehen. Die Großformen der Küsten im südlichen Bereich der Ostsee formten sich durch die Littorina-Transgression vor etwa 7.000 bis 2.500 Jahren. Vor zirka 5.000 Jahren erreichte der Meeresspiegel sein heutiges Niveau, die Kerne des heutigen Darß und Zingst wurden zu Inseln. Vor 4.500 Jahren wurde der Salzwasserzustrom aus der Nordsee stark eingeschränkt. Die Ostsee süßt seitdem langsam aus. Durch die Küstenerosion (Landabtragung, Verdriftung und Ablagerung) erlangten die damaligen Inseln im Laufe der Zeit ihre heutige Gestalt. Vor etwa 1.500 Jahren kam es durch die immer länger werdenden Nehrungen zur Abschnürung der dahinter liegenden Buchten, so dass die Darß-Zingster Boddenkette entstand. Am Ende des 14. Jahrhunderts wurde der Darß mit zeitweisen Unterbrechungen zur Halbinsel, als südlich und nördlich des Fischlands bis dahin bestehende Meeresarme geschlossen wurden. Im Jahr 1874 schließlich wurde der Prerower Strom zwischen dem Darß und dem Zingst künstlich geschlossen.
Der Prozess der Landbildung geht im Osten der Halbinsel auch heute weiter. Noch heute kann man weit im Inneren des Darßes ehemalige Strandwälle in West-Ost-Richtung wahrnehmen. Am Darßer Ort befindet sich heute der Scheitelpunkt der für den Darß typischen dynamischen Küstenbildung: Südlich dieses Punktes wird Land vom Fischland und dem Darßer Weststrand abgetragen, nordöstlich wird Land angespült. Folgen dieser Veränderungen sind die ausgedehnten Sandstrände an der Nordküste des Darßes und der Halbinsel Zingst und eine permanente Entstehung neuen Landes am Darßer Ort. Am Weststrand des Darß befinden sich die 7 m ü. NHN hohen Rehberge.

## Geschichte
Historisch gehören Darß und Zingst zu Vorpommern. Der Darß grenzte mit dem Vordarß am südlichen Ende des heutigen Ortsteiles Ahrenshoop an Mecklenburg. Die Grenze zwischen Pommern und Mecklenburg lag am Loop, der als Verbindung zwischen Ostsee und Saaler Bodden am heutigen Grenzweg noch bis ins Mittelalter den Darß zu einer Insel machte. 1392 oder 1393 zerstörten 1000 Mann aus Rostock, deren Patrizier vor allem ihre Handelsprivilegien durch einen Seehafen am Darß beeinträchtigt sahen, den Hafen von Ahrenshoop und „verdämmten“ den Loop. Damit wurde der Darß erstmals mit dem Fischland zur Halbinsel verbunden. Zwischenzeitlich gab es immer wieder Durchbrüche, die aber nicht lange Bestand hatten, so 1625 (Sturmflut), 1761 (künstliche Öffnung lt. Karte) und 1872/1874 (Sturmhochwasser). Der inzwischen versandete, 1872 und 1874 entstandene Strom wie auch der Grenzweg tragen noch heute diese Wegbezeichnungen im Ortsteil Ahrenshoop. Nach dem Dreißigjährigen Krieg bis 1815 war der Darß wie ganz Vorpommern schwedisch bzw. von 1715 bis 1720 für kurze Zeit dänisch. Die am ehemaligen Loop befindliche Grenze bestand lange Zeit nur aus einer Zollstation, durch die sich erst im 18. Jahrhundert der Ort zur Ansiedlung von Schiffern und Fischern sowie im 19. Jahrhundert zu dem Bade- und Pensionistenort Ahrenshoop entwickelte.
1872 und schließlich endgültig 1874 wurden durch die Sturmhochwasser der Prerow-Strom mit seinen zwei Ausflussarmen erst zugespült und dann auch künstlich abgedichtet. Zwischen 1880 und 1920 wurden lt. den jeweiligen Messtischblättern massive Deiche und Vordünen angelegt. Damit war Zingst keine Insel mehr und die heutige Halbinsel Fischland-Darß-Zingst wurde endgültig gebildet.
Für kurze Zeit unterhielt die SS 1941 das KZ Darß-Wieck, ein Außenlager des KZ Neuengamme.

## Wald, Forst, Jagd und Naturschutz

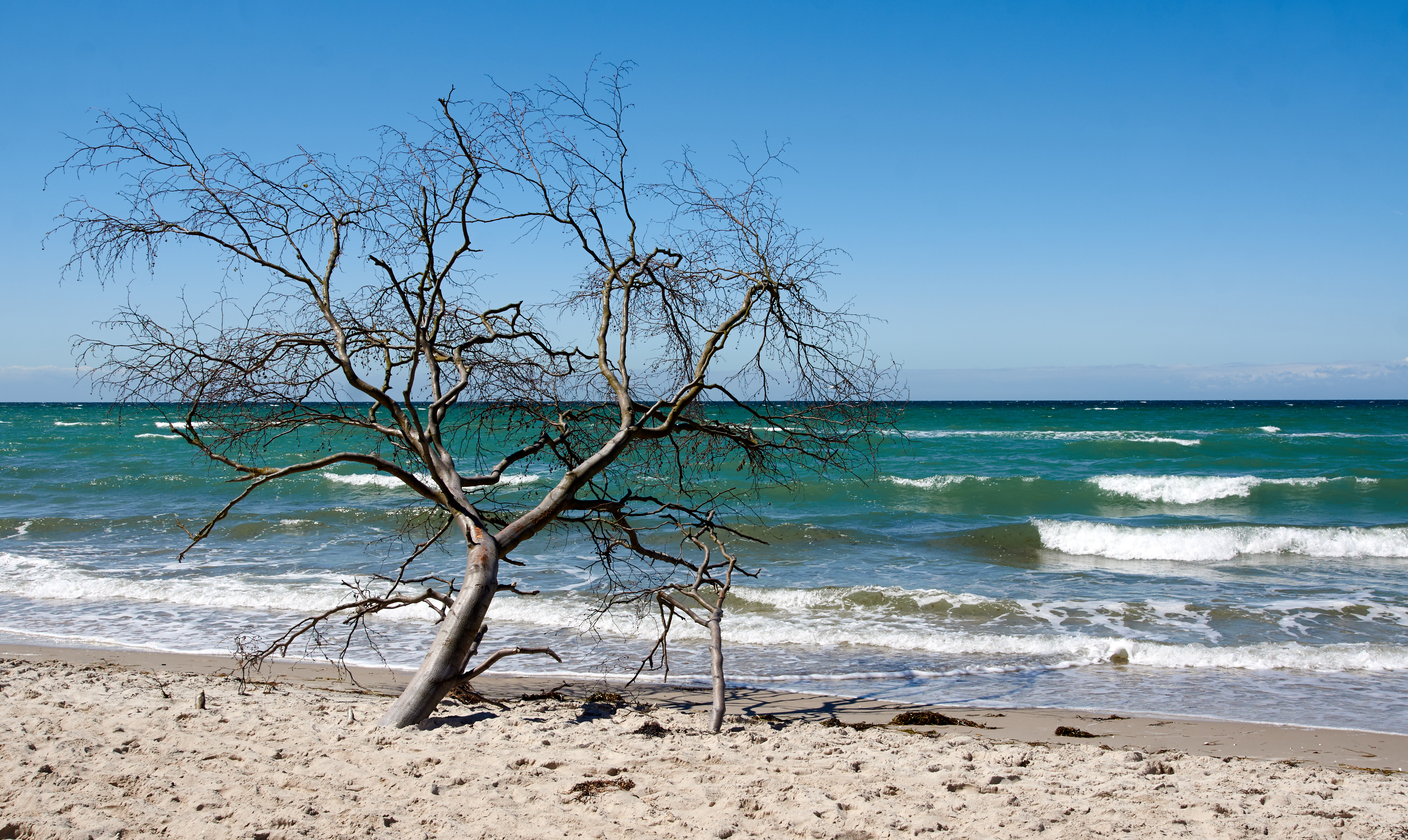
Die Ostsee holt sich regelmäßig Bäume am Weststrand nördlich Ahrenshoop.

Auf dem Darß befand sich einer der berühmtesten sogenannten Urwälder des Deutschen Reiches. Er ist allerdings nicht als tatsächlicher Urwald anzusehen, da er seit dem Mittelalter mit verschiedener Intensität forstlich genutzt wurde. Erst seit Gründung des Nationalparks Vorpommersche Boddenlandschaft wurde gemäß dem Nationalparkmotto „Natur Natur sein lassen“ zumindest in der Kernzone im Nordwesten des Darßwaldes die forstliche Nutzung beendet. Die Spuren der Waldnutzung sind in dem zu den größten zusammenhängenden Wäldern Mecklenburg-Vorpommerns zählenden Darßwald allerdings auch heute noch deutlich ablesbar. Der Darßwald war ehemals ein Weidewald. Aus dieser Zeit sind die zahlreichen, zum Teil weit auseinander stehenden und skurril gewachsenen Weidbuchen übrig geblieben. Besonders von den dänischen und französischen Besatzern wurde im Darßwald Raubbau betrieben. Der kurzen dänischen Zeit beispielsweise fielen sämtliche alten Eiben zum Opfer. Sie dienten zur Innenraumvertäfelung der Schlösser Rosenborg und Amalienborg.
Die zurückgelassene Heidelandschaft mit meist lockerem Baumbestand wurde von den preußischen Forstleuten schrittweise wieder aufgeforstet. Dabei kamen schnellwüchsige Nadelholzarten zum Einsatz. Die heute noch im Darßwald verbreitete Fichte, Europäische Lärche und Douglasie kommen dort aber von Natur aus nicht vor. Auch der Anteil, der heute von der Waldkiefer eingenommen wird, ist als zu hoch anzusehen. Natürliche Waldkiefernwälder bestehen auf den jüngeren Reffs, den ehemaligen Strandwällen, im Norden. In den Dünentälern, den Riegen, haben sich mittlerweile naturnahe Roterlen-Bruchwälder herausgebildet. Auf den älteren Reffs sind von Natur aus Rotbuchenwälder bodensaurer Standorte zu erwarten. Die natürliche Waldgrenze am Weststrand des Darß wird auch von der Roterle gebildet. Auffällig ist auch der starke Königsfarn-Bewuchs des Unterholzes im gesamten Darßwald.
Ein weiteres Indiz für die intensive forstliche Nutzung sind die Harzlachten an vielen alten Kiefernstämmen. Sie wurden schräg in den Stamm geritzt, um Harz zu gewinnen. Auch zu DDR-Zeiten wurden damit Grundstoffe für die chemische Industrie gewonnen.
Bis 1945 lebten im Darßwald in den 1930er Jahren angesiedelte Wisente. Hermann Göring und später Erich Honecker hielten hier Jagden ab. Bekannte Forstmänner, die auf dem Darß wirkten, waren Ferdinand von Raesfeld (von 1890 bis 1913) und Franz Mueller-Darß (1925 bis 1945). Eine Attraktion des Darßwaldes ist besonders zur Brunftzeit im Spätsommer und Herbst auch die starke Rotwild-Population.

## Darßer Schwelle
Die Darßer Schwelle ist ein Engpass, der die Ostsee in einen salzhaltigeren Westteil und den salzärmeren Ostteil unterteilt.
Diese Schwelle liegt ungefähr bei
Geogr. Lage: 54° 42′ N, 12° 42′ O
zwischen Darß und Falster/Møn,
und beherbergt dort seit 1980 eine Messbake mit mehreren Sensoren.

## Tourismus und Mobilität

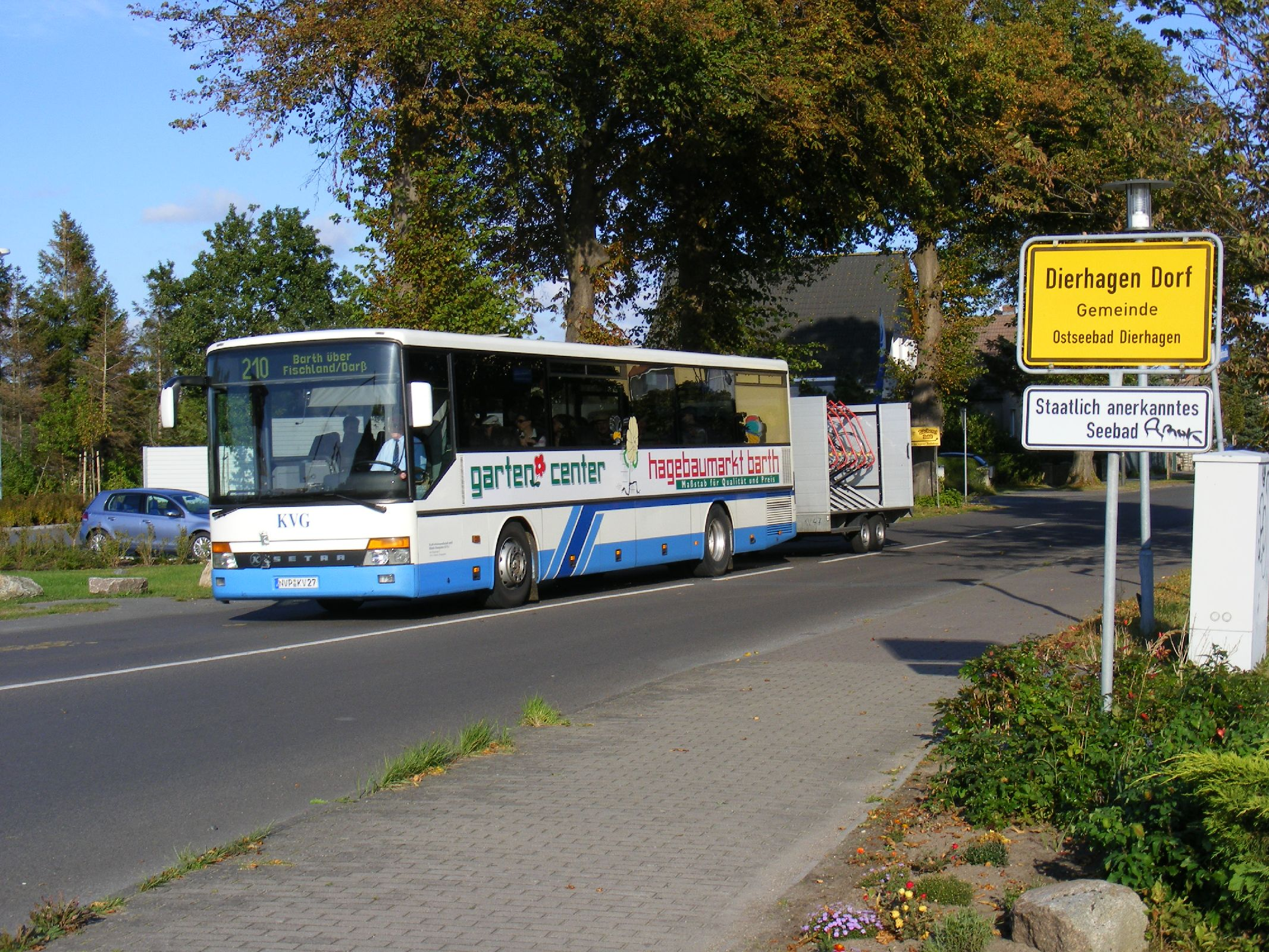
Linienbus mit Fahrradanhänger von Ribnitz-Damgarten auf den Darß

Der Tourismus spielt auf dem Darß eine sehr große Rolle und ist der bedeutendste wirtschaftliche Faktor. Den Großteil der touristischen Unterkünfte bilden Ferienhäuser und -wohnungen sowie Campingplätze. Es gibt nur ein größeres Hotel, mehrere mittlere und kleinere Hotels und Pensionen. Die vier Orte auf dem Darß sind alle Kurorte und ziehen daher Kurtaxe von den Besuchern ein. Die Kurtaxe ist neben gewerbesteuerlichen Einnahmen die zweite große Einnahmequelle der Gemeinden.
Der Darß ist nicht mehr direkt mit der Bahn zu erreichen. Die Usedomer Bäderbahn fährt jede Stunde von Velgast (direkter Anschluss von Rostock und Stralsund) über Saatel und Kenz nach Barth. Von Barth und Ribnitz-Damgarten fahren täglich die Busse der Verkehrsgesellschaft Vorpommern-Rügen über die Halbinsel.
Die westliche Abbruchkante mit den Windflüchtern (Weststrand) und die feinsandigen Strände von Prerow (Nordstrand) werden gerne besucht. Ein Anlaufpunkt ist auch der Leuchtturm am Darßer Ort mit dem Informationszentrum Natureum des Nationalparks Vorpommersche Boddenlandschaft. Der weitläufige Darßwald ist für motorisierten Verkehr gesperrt und am besten mit Fahrrädern zu erschließen, die in den Ferienorten auch ausgeliehen werden können. Ein Wanderweg führt am Weststrand entlang. Ein Rundwanderweg führt zum Teil auf Holzbohlen über Kiefernwald, Schilfgebiete und Dünen durch die jüngeren Anlandungsgebiete am Darßer Ort. Zwei massive Eichenbohlentürme ermöglichen auch die Beobachtung von Zugvögeln in den vorgelagerten Strandseen sowie von Schwarz- und Rotwild.
Seit dem 2. Mai 2011 ist 16 Kilometer nördlich der Halbinsel Darß der erste deutsche Offshore-Windpark Baltic 1 in Betrieb, der mit 21 Windkraftanlagen knapp 50 Megawatt Strom erzeugt.

### Darß-Festspiele

Eintrittskarte zu Der geflügelte Griffel von 2023 mit Scheithauerschem Gesicht; Wörter der Teile des Gesichts und der Ohren (Erweiterung aus Welks Roman) mit Stenografiezeichen von Scheithauer (1896er System) gebildet.

Jährlich besuchen bis zu 11000 Menschen die seit 2003 stattfindenden Darß-Festspiele. Seit dem Jahr 2013 wird bei den Theatereigenproduktionen pro Spielsaison jeweils eine Episode aus den Romanen Die Heiden von Kummerow oder Die Gerechten von Kummerow von Ehm Welk auf der Freilichtbühne Born aufgeführt. Eine Besonderheit der Theatervorstellungen ist, dass ein Teil der Vorstellungen auf Plattdeutsch gespielt wird.